# Polyplectropus unicolor
Polyplectropus unicolor är en nattsländeart som beskrevs av Banks 1931. Polyplectropus unicolor ingår i släktet Polyplectropus och familjen fångstnätnattsländor. Inga underarter finns listade i Catalogue of Life.